# Schloss Bieberstein (Sachsen)

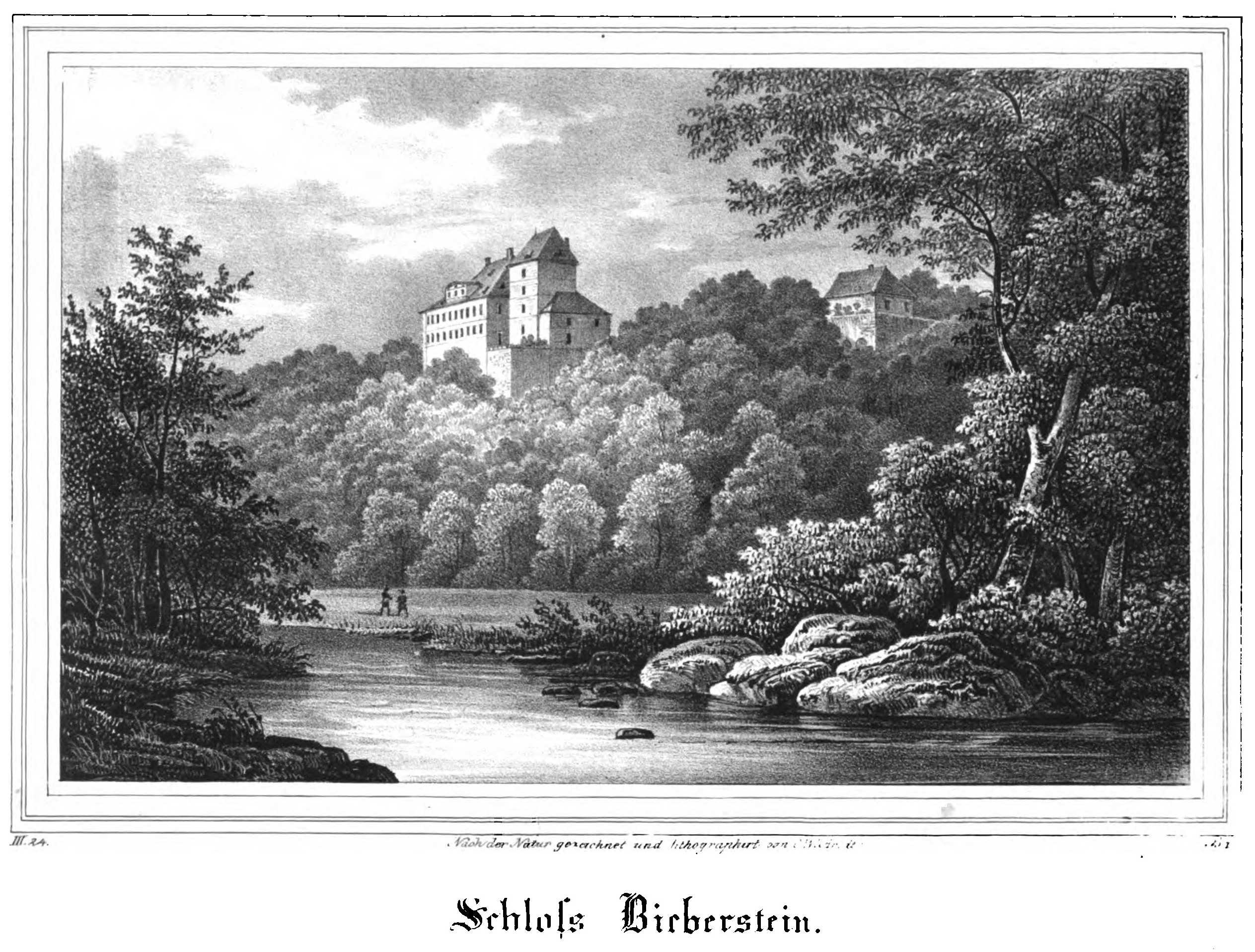
(Neues) Schloss Bieberstein, 1837 (Lithographie), rechts das Alte Schloss

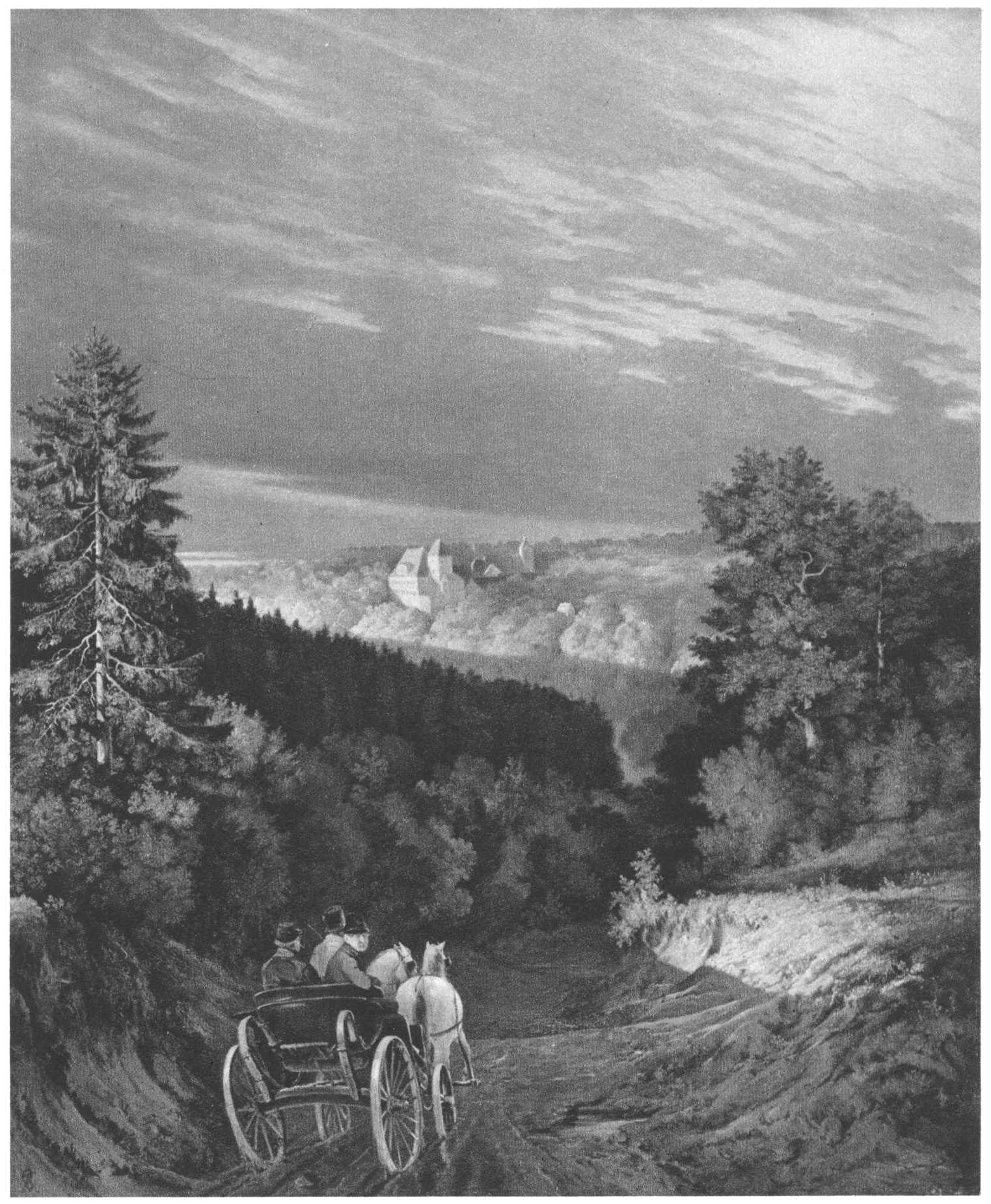
Schloss Bieberstein, Gemälde von Ferdinand von Rayski

Das Schloss Bieberstein, historisch auch „Oberbieberstein“ genannt, liegt an der Bobritzsch, einem Nebenfluss der Freiberger Mulde im Reinsberger Ortsteil Bieberstein, Landkreis Mittelsachsen, Sachsen. Es handelt sich um zwei (räumlich separierte) Anlagen, das größere „Neue Schloß“ (ehem. Burg, Turm erhalten) und das kleine „Alte Schloß“ (wohl ehem. zweite Burg (?), überbaut mit „Schlösschen“). Die Gesamtanlage steht unter Denkmalschutz.

## Geschichte

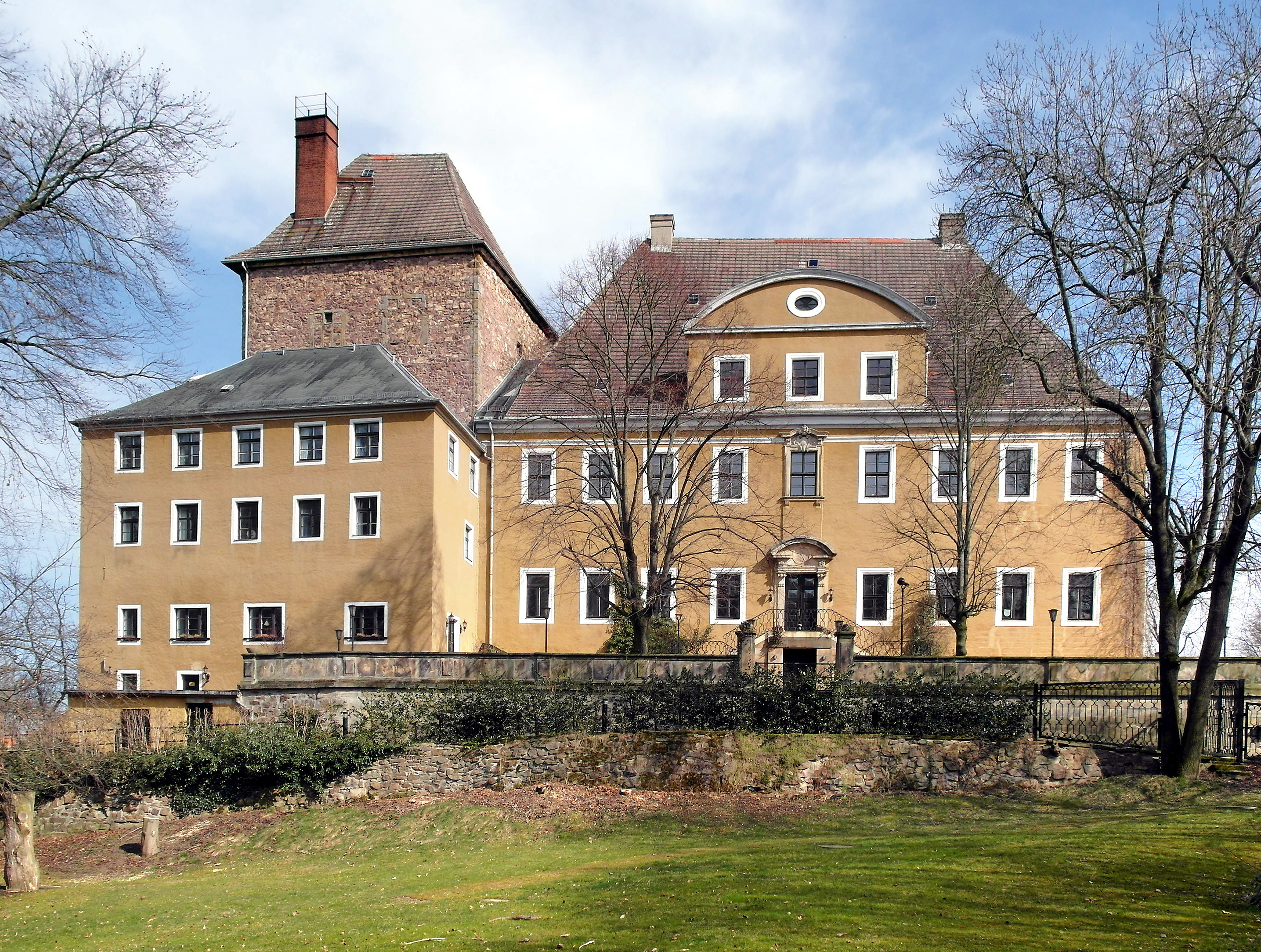
Neues Schloss Bieberstein

Die erste urkundliche Erwähnung eines sich nach der Burg nennenden Adligen ("Guntherus de Biverstein") stammt aus dem Jahr 1218. Die Herren und späteren Freiherren von Bieberstein spielten später eine bedeutende geschichtliche Rolle in Böhmen, Schlesien und den Lausitzen. Im 17. Jahrhundert sind sie erloschen.
Im 14. und 15. Jahrhundert gehörten Burg, Ort und Herrschaft Bieberstein den Marschällen von Bieberstein, welche nicht mit dem zuvor genannten Adelsgeschlecht von Bieberstein verwandt waren. Als erstes nach der Burg Bieberstein benanntes Familienmitglied wird am 15. Juni 1399 Heinrich Marschall genannt. Bieberstein blieb bis 1602 im Besitz dieser Familie, die unter dem Namen Freiherren Marschall von Bieberstein bis heute existiert. Aus der Burg, an die namentlich noch der mittelalterliche quadratische Turm erinnert, entwickelte sich ein neuzeitliches Schloss.
Das neue Schloss wurde um 1600 mit dem mittelalterlichen Bergfried zu einer geschlossenen Baugruppe zusammengezogen. Zwischen 1630 und 1807 war das Schloss im Besitz der Familie von Schönberg, welche auch das benachbarte Schloss Reinsberg besaß. Gotthelf Friedrich von Schönberg (1631–1708) ließ 1666 den größten Teil des Gebäudes bis auf die Grundmauern abbrechen und in seiner heutigen Grundform neu errichten. In der Zeit von 1710 bis 1720 wurde die Freitreppe an der Westseite und das vierläufige Treppenhaus errichtet.
Zur Grundherrschaft Bieberstein gehörte bis Mitte des 19. Jahrhunderts der südwestlichste Teil des kursächsischen bzw. königlich-sächsischen Kreisamts Meißen mit den Orten Bieberstein, Burkersdorf, Gotthelffriedrichsgrund, Hohentanne, Rothenfurth und dem Westen von Krummenhennersdorf. Die Herrschaft wurde im Westen von der Freiberger Mulde und im Osten von der Bobritzsch begrenzt.
Bis 1992 war Schloss Bieberstein eine Jugendherberge und befindet sich heute im Besitz von Maritta Rogalla von Bieberstein Koch-Weser, der Ehefrau von Caio Koch-Weser und wird als Konferenzzentrum genutzt. Sein Schlosspark mit altem Baumbestand ist nicht öffentlich zugänglich.
In der angrenzenden Kapelle hängt das Wappen (Hirschhorn-Käfer) der Familie von Schroeter, die seit Anfang des 19. Jahrhunderts dieses Schloss bewohnte.